# Frederick William Faber
Frederick William Faber (Calverley, 26 settembre 1814 – Londra, 26 settembre 1863) è stato un teologo, scrittore e religioso britannico, appartenente alla Confederazione dell'oratorio di San Filippo Neri, convertito dall'anglicanesimo al cattolicesimo.

## Biografia

### Giovinezza
Faber nacque nel 1814 a Calverley, nel West Riding of Yorkshire, dove suo nonno, Thomas Faber, era il parroco. Suo padre servì il locale vescovo della Chiesa Angliacana come suo segretario.
Faber frequentò la grammar school a Bishop Auckland nella contea di Durham per un breve periodo, e trascorse la maggior parte della sua fanciullezza nel Westmorland. In seguito frequentò la Harrow School per cinque anni, seguito dall'inscrizione nel 1832 al Balliol College nell'Università di Oxford. Nel 1834, ottenne una borsa di studio all'University College, dal quale uscì laureato. Nel 1836 vinse il Newdigate Prize per una poesia su I cavalieri di San Giovanni, che ottenne uno speciale encomio da John Keble. Tra i suoi amici del college vi erano Arthur Penrhyn Stanley e Roundell Palmer, I conte di Selborne. Dopo la laurea fu nominato come fellow del college.
La famiglia di Faber era di ascendenza ugonotta, e le credenze religiose calviniste erano ben radicate in essa. Quando Faber era andato ad Oxford, fu esposto alla predicazione anglo-cattolica del Movimento di Oxford che stava iniziando a svilupparsi nella Chiesa d'Inghilterra. Uno dei suoi esponenti più in vista era il popolare predicatore John Henry Newman, parroco di St Mary the Virgin. Faber lottò con queste divergenti credenze e forme di cristianesimo. Al fine di alleviare la sua tensione, si prese un lungo periodo di vacanza nel Lake District, dove si dedicò alla poesia. Lì fu aiutato da un altro poeta, William Wordsworth, con cui strinse una forte amicizia. Alla fine, Faber abbandonò le credenze religiose calviniste della sua giovinezza e divenne un entusiasta seguace di Newman.

### Parroco anglicano
Faber fu ordinato sacerdote della Chiesa Anglicana nel 1839. Nel 1841 un tutorato itinerante lo portò sul continente; al suo ritorno pubblicò un libro intitolato Sights and Thought in Forein Churches and among Foreign Peoples (Londra, 1842), con una dedica al suo amico, il poeta Wordsworth. Nell'autunno 1842 Faber accettò la posizione di rettore di una chiesa ad Elton, all'epoca nell'Huntingdonshire ma ora nel Cambridgeshire. La sua prima azione fu quella di andare a Roma per imparare come poter svolgere la sua carica pastorale nel miglior modo possibile. Faber introdusse pratiche del cattolicesimo come quella di celebrare i giorni di festa, la pratica della confessione e la devozione al Sacro Cuore. Comunque, c'era una forte presenza metodista nella parrocchia e i dissidenti gremivano la sua chiesa ogni domenica nel tentativo di sfidare la direzione cattolica che la congregazione stava prendendo. Molti dei suoi parrocchiani avevano fama di vivere in rapporti de facto e il villaggio era famoso per i suoi due pesi e due misure. Faber sviluppò infatti il pensiero di seguire una vita monastica e fu supportato da numerosi uomini con cui formò una piccola comunità vicina al rettorato. Faber causò scandalo con la sua pubblicazione di una Life of St. Wilfrid, in cui supportava la pretesa del primato papale. Nondimeno fu accettato dal popolo della parrocchia.

### Prete cattolico

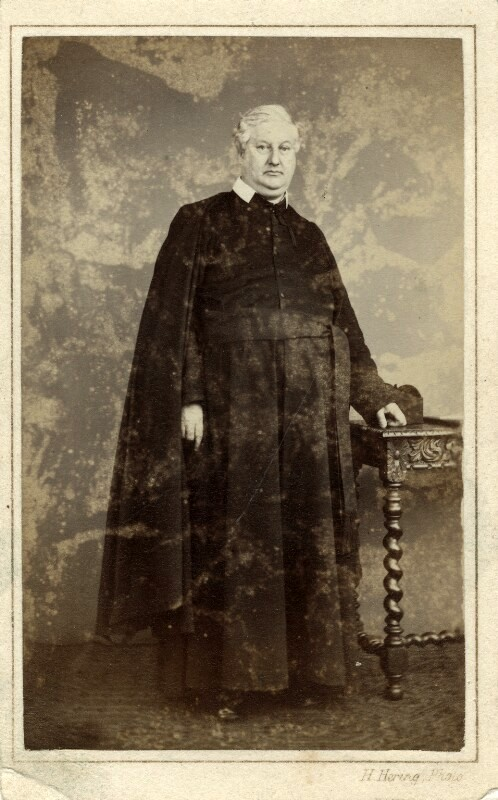
Frederick Faber intorno al 1860

Poche persone furono sorprese quando, dopo un prolungato conflitto interiore, Faber lasciò Elton per seguire il suo eroe Newman e aderire alla Chiesa Cattolica, nella quale fu accolto nel novembre del 1845 dal vescovo William Wareing di Northampton. Fu accompagnato in questo passo da undici uomini della piccola comunità che si era creato intorno a lui a Elton. Si stabilirono a Birmingham, dove si organizzarono, in modo informale, in una comunità religiosa, chiamando loro stessi The Brothers of the Will of God (I Fratelli del Volere di Dio).
Faber e la sua piccola comunità religiosa furono incoraggiati nella loro avventura da John Talbot, 16º Conte of Shrewsbury, che diede loro l'uso di Cotton Hall nello Staffordshire. In poche settimane loro aveva iniziato la costruzione di una nuova Chiesa di Santa Wilfrid, la loro santa patrona, disegnata dal noto architetto di chiese Augustus Welby Northmore Pugin, come una scuola per i ragazzi del luogo. Tutto questo era per una regione che non aveva avuto altri cattolici fino a quel momento, a parte la famiglia del conte. Gli sforzi presero il sopravvento su Faber, che si ammalò tanto da non aspettarsi di continuare a vivere e gli fu data l'Unzione degli infermi. Comunque, egli guarì, e fu ordinato prete cattolico, celebrando la sua prima messa il 4 aprile 1847. Nel corso della sua malattia Faber aveva sviluppato una forte devozione alla Vergine Maria. Spinto dalla sua devozione, egli tradusse in inglese l'opera di san Luigi de Montfort, il Trattato della vera devozione alla Santa Vergine.

### L'Oratorio
Insieme a Newma, Faber si sentì attratto dal modo di vivere dell'Oratorio di San Filippo Neri, con la sua autorità decentralizzata e una più ampia libertà di vita che negli istituti religiosi. Il suo interesse si elevò quando apprese che Newman stesso era diventato un oratoriano mentre era in Italia. Faber immaginò di aver formato, con la sua comunità a Cotton Hall, una nuova comunità dell'Oratorio, con Newman come superiore. Comunque, questo non poteva accadere a Cotton Hall dal momento che le regole oratoriane richiedevano che la loro fosse una comunità urbana, cosa che non era tale.
Il Conte, che aveva benevolmente finanziato la costruzione di una nuova parrocchia per la comunità, si sentì tradito da una tale veloce partenza. In aggiunta, i Wilfridiani, come erano chiamati i The Brothers of the Will of God, desideravano indossare un tradizionale abito religioso, rattristanto le vecchie famiglie cattoliche che erano sopravvissute per secoli di persecuzioni mantenendo un basso profilo. Perciò Newman propose che la comunità di Faber si stabilisse in un luogo diverso da Birmingham, e suggerì Londra come migliore opzione. Perciò nel 1849 una comunità dell'Oratorio fu stabilita a Londra in William IV Street.
L'11 ottobre 1850, nella festa di St. Wilfrid, la comunità di Londra fu fondata come autonoma, e Faber fu eletto come il suo primo prevosto, un ufficio che detenne fino alla sua morte. Egli si ammalò di nuovo, comunque, quasi immediatamente, e gli fu ordinato dai suoi medici di viaggiare in un clima più caldo. Tentò un viaggio fino alla Terra Santa ma dovette tornare indietro, visitando invece Malta e l'Italia. La comunità mancava ancora di una casa permanente, e nel settembre del 1852 fu scelto un luogo a Brompton. Gli oratoriani procedettero con la costruzione nonostante le pubbliche proteste in loro presenza.

### Gli ultimi anni
Faber non aveva mai goduto di buona salute. Era stato malato per anni, sviluppando quella che alla fine fu diagnosticata come Bright's Disease (una forma di nefrite), che doveva rivelarsi fatale. A dispetto del suo debole stato di salute, accumulò molto lavoro in questi anni. Pubblicò un gran numero di opere teologiche, e curò le Oratorian Lives of the Saints.
Faber morì nel 1863 e fu sepolto nel cimitero oratoriano a Rednal, nel West Midlands. Era un uomo di considerevole fascino, ma è come compositore di inni e primo prevosto del London Oratory che Faber è maggiormente ricordato. A.W. Tozer, un importante ministro e scrittore protestante, citò spesso nei suoi scritti gli inni di Faber.

## Opere

### Inni
Nonostante Faber fosse un compositore cattolico di inni sacri, molti dei suoi inni al giorno d'oggi sono cantati dalle Chiese Protestanti. Tra i suoi inni più conosciuti ci sono: 
- Dear Guardian of Mary[10]
- Faith of Our Fathers
- Jesus My Lord, My God, My All
- Father of Mercies, Day by Day (1849)
- I was wandering and weary
- Jesus is God, the glorious bands (n. 298, The Church Hymn Book (1872)), scritto nel 1862
- My God, how wonderful thou art (n. 195 in Hymn Book), scritto nel 1849
- O Jesus, Jesus, dearest Lord (n. 754, Hymn Book), scritto nel 1848
- O paradise! O paradise (n. 1443, Hymn Book), scritto nel 1849
- Oh, come and mourn with me awhile (n. 464, Hymn Book), scritto nel 1849
- Oh, gift of gifts (n. 676, Hymn Book), scritto nel 1848
- Sweet Saviour, bless us were we go
- There's a Wideness in God's Mercy / "Come to Jesus" (tradotto in svedese nel 1970 da Britt G. Hallqvist)
- The Greatness of God
- The Will of God
- The Eternal Father
- The God of my Childhood
- The Pilgrims of the Night
- The Land beyond the Sea

Faber era un sostenitore del canto corale e scrisse i suoi inni in un'epoca in cui gli inglesi cattolici non si sentivano necessariamente a loro agio a cantare gli inni dei loro vicini protestanti. Così Faber, come cattolico, espanse i loro inni adattandoli al canto congregazionale e incoraggiandone la pratica.

### Altre opere
Oltre a molti phamplets e traduzioni, Faber pubblicò le seguenti opere:
- The Cherwell Water-Lily and Other Poems (1840)
- Sights and Thoughts in Foreign Churches and among Foreign People (1842)
- Sir Lancelot: A Legend of the Middle Ages (poesia a lunghezza di libro, 1842; edizione rivisitata, 1857)
- The Styrian Lake and Other Poems (1842)
- The Rosary and Other Poems (1845)
- An Essay on Beatification, Canonization, and the Congregation of Rites (1848)
- All for Jesus, or The Easy Ways of Divine Love (1853)
- Growth in Holiness, or The Progress of the Spiritual Life (1854)
- The Blessed Sacrament, or The Works and Ways of God (1855)
- Poems (1856)
- The Creator and the Creature, or The Wonders of Divine Love (1857)
- The Foot of the Cross, or The Sorrows of Mary (1858)
- Spiritual Conferences (1859)
- The Precious Blood, or The Price of Our Salvation (1860)
- Bethlehem (1860)
- Notes on Doctrinal and Spiritual Subjects (2 volumes, 1866)